# Gyergyótekerőpataki római katolikus templom

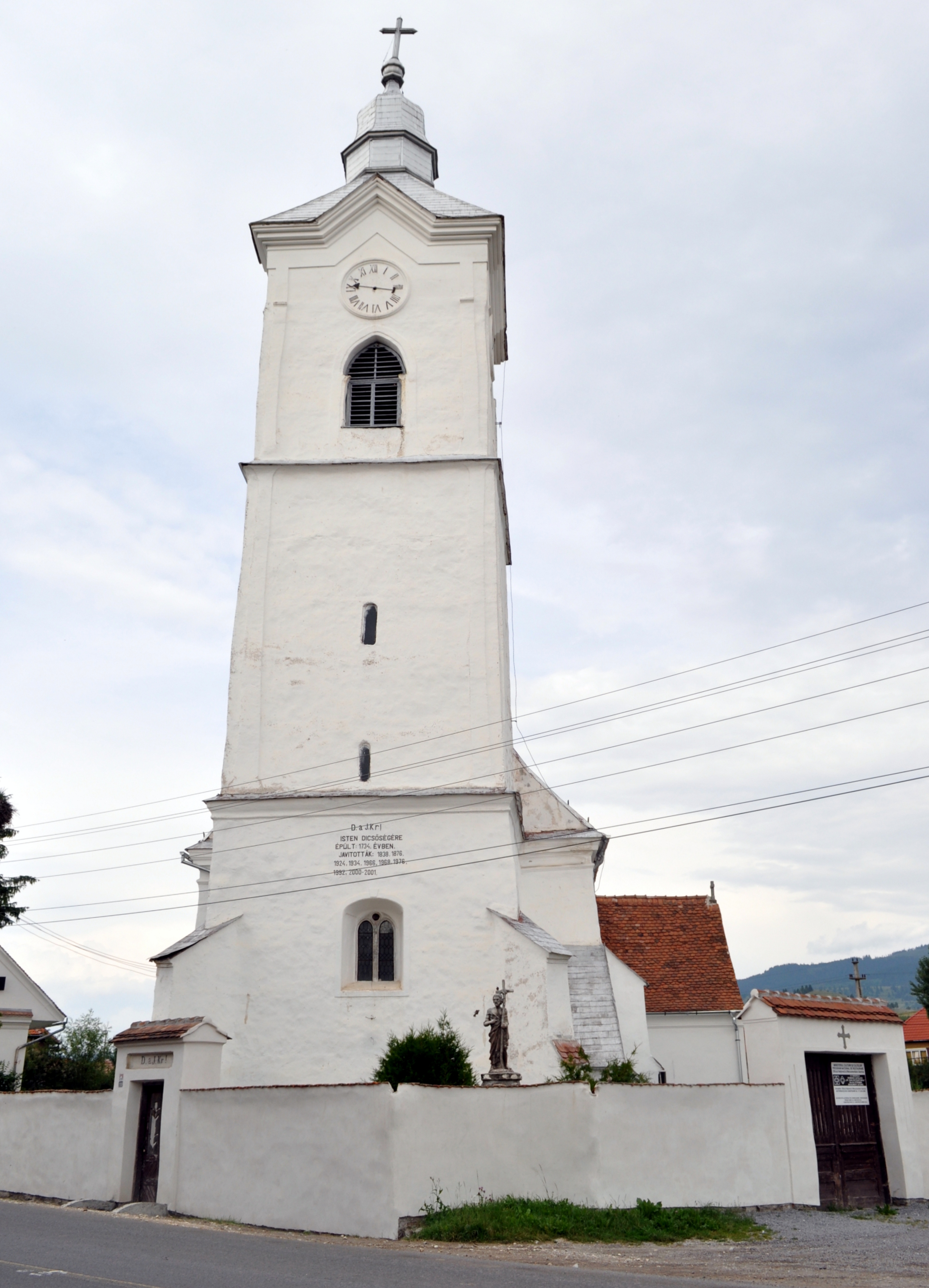

A gyergyótekerőpataki római katolikus templom Hargita megye műemlékeinek hivatalos jegyzékében műemléktemplomként van nyilvántartva.

## Története
Tekerőpatakot először az 1567-es regestrumban említették. 1576-ban Tekerőpatak, 1602-ben Tekerő Patak, 1606-ban Tekerőpatak néven szerepelt a korabeli dokumentumokban.
A Budapesti  Állami Levéltárban őrzött dokumentumok szerint a településnek gótikus temploma volt, amely a tatárjárás idején megsemmisült.   
1724-1734 között a Gáborffi család költségén Szent István tiszteletére  barokk stílusú templomot építettek. A népies barokk jegyeket őrző templom az 1801-es tűzvész alkalmával leégett.
Az egykori templom maradványainak felhasználásával 1838-ban felépítették az új templomot, amelyet Keresztelő Szent János tiszteletére szenteltek fel. 
A szószék 1842-ben készült,  az orgonát 1867-ben Kolonics István készítette.
A templomnak 3 harangja van, amelyek közül az egyiket 1772-ben öntötték. Az  1827-ből származó nagyharang az alábbi felirattal volt ellátva:
„Az Úristen nagyobb dicsőségére és Keresztelő Szent János tiszteletére öntette Keresztes János tekerőpataki plébános 1827-ben.”
A 10 mázsás harang 1862-ben készült, amelyet  1913-ban újraöntettek.
A tornyot 1876-ban részben lebontották és újraépítették. 
A műemléktemplomon az alábbi években végeztek javításokat: 
1838, 1876, 1924, 1966, 1968, 1976, 1992, 2011 és 2008.
Az 1992-es  félújítási munkálatok alkalmával a templom tornyán egy gótikus ablakot tártak fel.

## A templom leírása
A Gyergyótekerőpataki római katolikus templom hossza 40 méter, szélessége 16 méter.
Főbejárata, déli bejárata, a sekrestye,  valamint az ajtók szemöldökkövei  az egykori templom létezését igazolják. Ugyancsak a régi templom maradványa az épület homlokzatán, a főbejárat fölött látható gótikus ablak is.
A keresztelőkút szintén gótikus eredetű, ott vannak elhelyezve  Szent Joachim és Szent Anna képei.
A templom berendezésének értékes darabjai:  a főoltár,  a két mellékoltár, a sekrestye ajtóján lévő kőkereszt, valamint a falfreskók. Legértékesebb a képbetétekkel díszített szószék, amelynek egyik képe egy  magvető székelyt ábrázol.
A mellékoltáron Szent István királyt és Szűz Máriát ábrázoló képek vannak elhelyezve. 
A templom mennyezetén a négy evangélista Máté, Márk, Lukács és János, valamint Szent Cecilia és Szent Dávid képei láthatók. A boltíven levő kép Jézus Krisztust és a tizenkét apostolt ábrázolja az Olajfák hegyén.
Az 1907-ben készült Páduai Szent Antal szobor egy tiroli szobrászművész alkotása.
A főbejárat előtt a templom és az egyházközség védőszentjének Keresztelő Szent Jánosnak szobra látható.
A Gáborffi család faragott, címerrel díszített padja, amely  korabeli stílusjegyeket őriz jelenleg a gyergyószentmiklósi Tarisznyás Márton Múzeumban található.
A műemléktemplom kőfallal van körülvéve.

## Búcsúja
A templom és az egyházközség búcsúját június 24-én,  Keresztelő Szent János napján tartják. 

## Külső hivatkozások
- Tekerőpatak története